# Mitsuyo Maeda
Mitsuyo Maeda (前田光世, Maeda Mitsuyo), conhecido também como Conde Koma (Hirosaki, 18 de novembro de 1878 – Belém do Pará, 28 de novembro de 1941), foi um judoca japonês, naturalizado brasileiro como Otávio Maeda (pronúncia em português: [oˈtavju mɐˈedɐ]`). Junto com Antônio Soishiro Satake, outro japonês naturalizado brasileiro, foi pioneiro do judô em países como Brasil e Reino Unido, entre outros. Maeda foi fundamental para a criação do jiu-jitsu brasileiro, sendo chamado de Pai do jiu-jitsu brasileiro, pelos ensinamentos de artes marciais à família Gracie. Ele era também um promotor da emigração japonesa ao Brasil. Maeda ganhou mais de 2 mil lutas profissionais em sua carreira. Suas realizações levaram-no a ser chamado de "O homem mais forte que já viveu".

## Biografia
Maeda nasceu no povoado de Funazawa, cidade de Hirosaki, Aomori, em 18 de novembro de 1878. Frequentou a escola Kenritsu Itiu (atualmente Hirokou — uma escola de Hirosaki). Quando criança, era conhecido como Hideyo. Quando adolescente, praticou sumô, mas sentia que faltava o ideal para prosseguir nesse esporte. Por este motivo e devido ao interesse gerado pelas notícias sobre o sucesso do judô, principalmente em competições entre judô e ju-jutsu no qual na maioria das vezes o judô ganhava, que estavam ocorrendo naquela época, ele então mudou para essa arte marcial. Em 1894, aos dezessete anos de idade, seus pais lhe enviaram a Tóquio para se matricular na Universidade de Waseda, onde começou a praticar o judô da Kodokan no ano seguinte.

## Kodokan

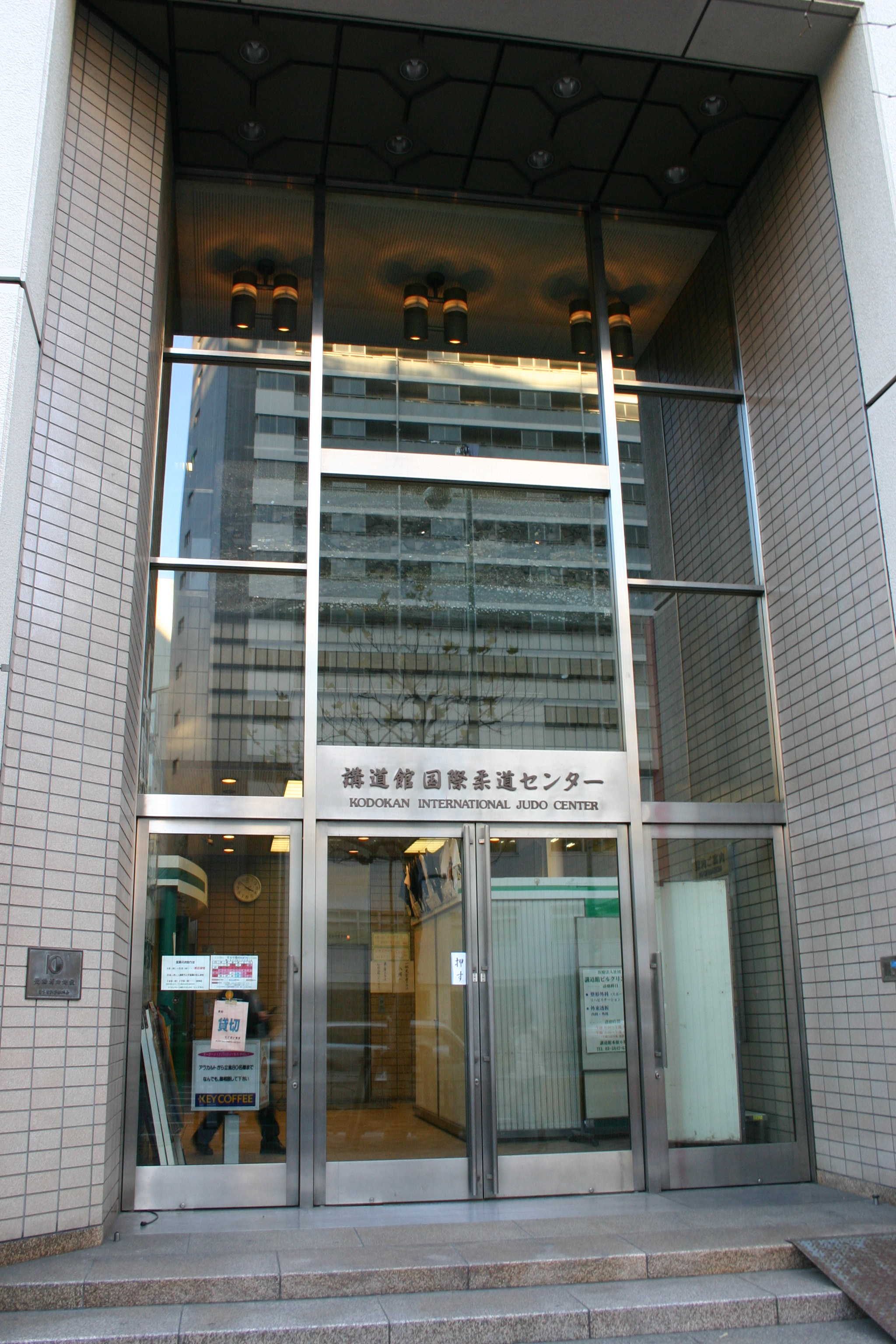
Entrada principal da Kodokan, onde Maeda aprimorou suas técnicas de combate.

Ao chegar à Kodokan, Maeda, com 164 centímetros de altura e 64 kg, foi confundido com um garoto de entrega, devido a sua origem, tamanho e maneira como se comportava. Então, o fundador do judô, Jigoro Kano prontamente lhe enviou a Tsunejiro Tomita (4 º dan), que era o menor dos professores da Kodokan. Essa atitude foi uma medida tomada para mostrar que, no judô, o tamanho não era importante.
O sensei Tomita foi o primeiro judoca da Kodokan e era um amigo próximo de Jigoro Kano. Segundo Koyassu Massao (9 º dan):
| “ | "Entre os quatro Kodokan, foi Tomita que recebeu a maior quantidade dos ensinamentos do sensei Jigoro Kano […] isso por que Tomita não foi um tão bem sucedido lutador como Saigo, Yamashita e Yokoyama, mas, foi excepcionalmente aplicado nos estudos, e foi também fluente em língua inglesa […] | ” |

Embora um dos mais fracos da Kodokan, Tomita era capaz de derrotar o grande campeão de ju-jutsu desse tempo, Hansuke Nakamura, do estilo tenjin shinyō-ryū.
Juntamente com Soishiro Satake, Maeda foi um dos que encabeçaram a segunda geração da Kodokan, que substituiu a primeira até o início do século XX. Satake, com 175 cm e 80 kg, era inigualável no sumô amador, mas admitiu que ele próprio não foi capaz de igualar Maeda no judô. Satake, mais tarde, viajou à América do Sul com Maeda e se estabeleceram em Manaus, Amazonas, enquanto Maeda continuou viajando. Satake se tornaria o fundador, em 1914, da primeira academia historicamente registrada no Brasil. Ele e Maeda são considerados os pioneiros do judô no Brasil.
Naquela época, havia poucos graduados na Kodokan. Maeda e Satake foram os primeiros professores graduados na Universidade de Waseda, ambos sandan (3º dan), juntamente com Matsuhiro Ritaro (nidan ou 2º dan) e seis outros shodans.(1º dan). Kyuzo Mifune, matriculado na Kodokan em 1903, atraiu a atenção de Maeda, que comentou: "Você é forte e competente, portanto, certamente vai deixar a sua marca na Kodokan…" No entanto, Mifune teve aulas com Sakujiro Yokoyama. Mais tarde, Mifune disse a Maeda que suas palavras foram fundamentais e de grande incentivo para ele, e que ele tinha Maeda como objeto da maior admiração, embora Yokoyama fosse seu sensei (instrutor).
De acordo com Mifune, em 1904, Maeda perdeu para Yoshitake Yoshio, depois de derrotar três adversários em sucessão, mas em uma sequência tsukinami shiai derrotou oito adversários em seguida e recebeu a categoria de 4º dan (yondan). Mifune, afirmou que Maeda foi um dos maiores promotores do judô, não através de ensinamentos, mas através de seus combates, muitos destes, com competidores de outras disciplinas. Maeda tratava alunos experientes e inexperientes, da mesma forma, tratando-os como se fosse um combate real. Ele argumentou que esse comportamento era uma medida de respeito para com seus alunos, mas foi muitas vezes incompreendido e assustou muitos jovens, que o abandonavam em favor de outros professores.

## Prelúdio para a expansão da Kodokan
Em 1879, Ulysses S. Grant, o ex-presidente dos Estados Unidos, foi para o Japão. Ainda em Tóquio, ele assistiu a uma apresentação de ju-jutsu na casa de Shibusawa Eiichi, em Asukayama. Jigoro Kano foi um dos presentes. Nessa época, o judô já era mencionado na Europa e na América do Norte, e estrangeiros com conhecimentos duvidosos com base em fontes pobres (livros obscuros e papéis). O judô e o jiu-jitsu, ainda não eram considerados disciplinas distintas, nessa época, e mesmo muitos anos após a formação da Kodokan, ambos foram muitas vezes considerados como a mesma arte marcial. Até 1925, não havia uma forte diferenciação dos nomes no Japão, e essa diferenciação só foi completada por volta de 1950.
Em 1903, um professor sênior da Kodokan, Yoshiaki Yamashita, viajou para os Estados Unidos a pedido do empresário americano de Seattle, Sam Hill. Em Washington, D.C., Yamashita teve vários alunos incluindo Theodore Roosevelt e outros proeminentes alunos americanos. Por pedido do presidente americano, na época, Theodore Roosevelt, Yamashita também ensinou judô na Academia Naval dos Estados Unidos. Apreciando a boa publicidade, foi solicitada a Kodokan para enviar mais professores para a América, dando assim continuidade ao trabalho de Yamashita. Mas o sensei Tomita relutou em aceitar a tarefa, enquanto, os senseis Maeda e Satake logo aceitaram a oportunidade.

## Carreira

### Estados Unidos

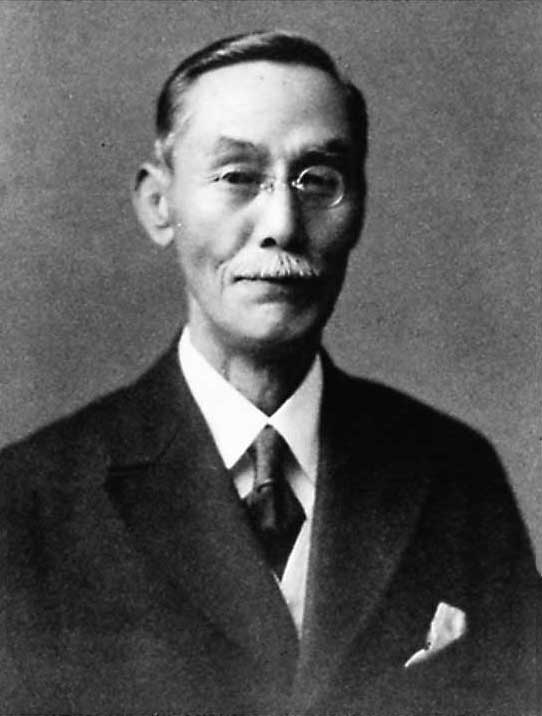
Tsunejiro Tomita professor de Mitsuyo Maeda.

Tomita, Maeda e Satake navegaram de Yokohama, em 16 de novembro de 1904, e chegaram a Nova York no dia 8 de dezembro de 1904.
No início de 1905, Tomita e Maeda deram várias demonstrações públicas de judô. Em 17 de fevereiro de 1905, Tomita e Maeda fizeram uma demonstração na Universidade de Princeton. Maeda venceu N.B. Tooker, um jogador de futebol da universidade, enquanto Tomita vencia Samuel Feagles, um professor do ginásio de Princeton. Em 21 de fevereiro de 1905, eles deram uma demonstração de judô na Academia Militar dos Estados Unidos, em West Point. Tomita e Maeda realizaram o kata, nage-no-kata, koshiki-no-kata, ju-no-kata, entre outros. A pedido da multidão, Maeda lutou contra um cadete e o venceu facilmente. Como Tomita havia sido quem executou os katas, os soldados queriam lutar com ele também. Ele primeiramente enfrentou Charles Daly, a quem venceu sem quaisquer problemas. No entanto, na luta seguinte, Tomita falhou duas vezes ao tentar derrubar o soldado Tipton, que também era jogador de futebol americano, com um golpe chamado tomoe-nage. Tomita era muito menor, por isso os japoneses reivindicaram uma vitória moral.
Um relato  fornecido pelo New York Times em 21 de fevereiro, referindo-se a Tomita como "Prof. Tomet", afirma que:
| “ | O professor [Tomita] lutou com seu assistente, atirando-o como se fosse de borracha. Ele, então, chamou por voluntários entre os cadetes. Tipton, o robusto cadete que era center de futebol americano, subiu no tatame e logo os métodos do futebol derrotaram os do ju-jutsu. O grandalhão prendeu o resistente japonês de costas para o chão três vezes sem ser derrubado [na tarefa]. O cadete Daly também derrubou o professor. | ” |

Tomita e Maeda continuaram a apresentar o judô pelos Estados Unidos. Em 8 de março de 1905, se apresentaram no New York Athletic Club. "O melhor golpe deles era uma espécie de 'estrela voadora'", dizia um artigo no New York Times, descrevendo a luta entre Maeda e John Naething, um lutador de 200 libras. "Por causa da diferença de métodos, os dois homens rolaram no tatame como se fossem adolescentes em uma briga de rua. Após quinze minutos de luta, Maeda conseguiu a primeira queda [primeiro ponto?]. No final, porém, Naething venceu a luta por imobilização [ou por pin fall mesmo]", continua o artigo no New York Times. Em 21 de março de 1905, Tomita e Maeda fizeram uma demonstração de "jiu-do" na Universidade de Columbia, onde participaram cerca de 200 pessoas. Após introduções e uma breve palestra, Tomita demonstrou técnicas de quedas e arremessos, enquanto Maeda, em seguida, derrotou o instrutor da universidade. De acordo com o jornal estudantil, "Outra característica interessante foi a exibição de alguns dos artifício obsoletos do ju jutsu  para a defesa utilizando um leque contra um oponente armado com uma espada curva japonesa". As traduções foram fornecidos pelo químico Takamine Jokichi.
Durante abril de 1905, Tomita e Maeda criaram uma associação de judô, em um espaço comercial na 1947 da Broadway, em Nova York. Eram membros deste clube, japoneses, incluindo expatriados, e mais uma mulher chamada Wilma Berger. Em 6 de julho de 1905, Tomita e Maeda fizeram uma demonstração de judô na YMCA em Newport, Rhode Island. Em 30 de setembro de 1905, Tomita e Maeda fizeram uma demonstração em Lockport, Nova Iorque. Na ocasião, Tomita foi desafiado por Mason Shimer, que não obteve sucesso diante ao japonês.
Em 6 de novembro de 1905, Maeda foi relatado visitando o lutador e professor Akitaro Ono, em Asheville, Carolina do Norte, após isso, Maeda já não era rotineiramente associado com Tomita nos jornais dos EUA. Em 18 de dezembro de 1905, Maeda foi para Atlanta, Geórgia, para um duelo profissional em Sam Marburger. O concurso foi melhor de três, duas quedas com judogi e uma sem, Maeda e venceu as duas com judogi, mas perdeu a sem. De acordo com os documentos de Atlanta, Maeda declarou a sua residência como sendo o YMCA em Selma, Alabama.

### Europa
Antes de viajar para a Europa, Maeda e Satake foram para Cuba, juntamente com os professores Akitaro Ono e Tokugoro Ito. Todos eles envolvidos em desafios e combates. Foi durante este tempo que Maeda derrotou Adobamond, o lutador "número um" de Cuba.
Em 8 de fevereiro de 1907, Maeda e Satake chegaram em Liverpool, Inglaterra. Lá, juntaram-se com Akitaro Ono, que tinha ido a Londres para lutar em um salão de música para o promotor William Bankier. Akitaro usaria o local para demonstrações. Em janeiro de 1908, Maeda participa de um torneio no Teatro Alhambra. Maeda foi vice-campeão na divisão peso pesado, perdendo para o austríaco Henry's Irslinger. Em fevereiro de 1908, Maeda participou de outro torneio. Novamente, e ele, acabou novamente como vice-campeão, desta vez perdendo para Jimmy Esson. No entanto, em Março de 1908, Maeda venceu Henry Irslinger, e a revista inglesa Health & Strength descreveu a vitória como "um dos melhores duelos realizados na Inglaterra em muitos anos.". Maeda também parece ter feito algumas lutas na Escócia, durante o mês de setembro de 1908, mas não se sabe ao certo se ele esteve lá, porque vários japoneses foram dar demonstrações de judô e sumô nos Jogos do Norte em Inverness. Maeda também deu aulas de judô na Europa. Entre seus alunos, havia um homem chamado W.E. Steers que estava muito entusiasmado com as suas aulas, tendo inclusive ido para o Japão para ganhar a classificação de shodan em 1912. Em 1918, Steers foi um dos primeiros não-japoneses a aderir-se a associação londrina de jiu-jitsu, chamada Budokwai, que em 1920 iria se juntar ao Kodokan para se tornar um clube de judô.
Após a luta com Henry Inslinger, em março de 1908, Maeda foi para a Bélgica. Como não gostou do país, ele logo retornou para Londres, e, em maio de 1908, participou de um torneio profissional no Hengler's Circus. Maeda, e outro japonês, Tano Matsuda, disputaram alguns torneios na Europa, mas nenhum deles chegou nas finais. Durante janeiro de 1909, Matsuda ficou famoso por perder uma luta mista para o boxeador afro-americano Sam McVey.
Em junho de 1908, Maeda foi para a Espanha acompanhado por Fujisake, Ono, e Hirano. Em Barcelona, Maeda participou de lutas contra Sadakazu Uyenishi e Taro Miyake. Neste país Maeda começou a usar a alcunha de "Conde Koma" (em português: “combate”, “confusão”).
Phoebe Roberts, uma mulher de Gales, que foi anunciada como o campeã de judô feminino do mundo, fez parte da comitiva Maeda para a Espanha. Roberts casou posteriormente Hirano, e ficou em Portugal para o resto de sua vida.

### Conde Koma
Foi durante a viagem para a Península Ibérica, que Maeda adotou o nome artístico de Conde Koma. Existem muitas teorias explicando sua origem. Poderia ser uma alusão ao Komaru, que em japonês significa "incomodado", e forneceu uma referência irônica ao fato de sempre estar sem dinheiro. Maeda, certa vez, afirmou a um jornal europeu:
| “ | "Um influente cidadão espanhol, impressionado com as minhas vitórias, postura e comportamento, [...] me deu esse título, que em breve espalhados por toda parte em detrimento do meu nome verdadeiro [...]". | ” |

Maeda gostava do nome, e começou a usá-lo para promover a sua arte, posteriormente.

### Cuba, México e América Central

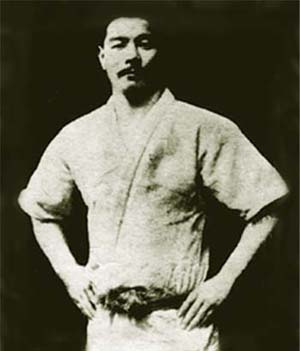
Mitsuyo Maeda em Cuba.

Em novembro de 1908, Maeda foi para Paris, França, aparentemente para ver o seu amigo Akitaro Ono. De Paris, ele foi para Havana, Cuba, chegando lá em 14 de dezembro de 1908, e seu ato de lutar duas vezes por dia, rapidamente provou ser muito popular. Em 23 de junho de 1909, Maeda deixou Havana indo para Cidade do México. Sua estreia na Cidade do México teve lugar no Teatro Virgínia Fabregas, em 14 de julho de 1909. Esse show foi uma demonstração privada para alguns cadetes militares. Pouco tempo depois, Maeda começou a comparecer no Teatro Principal do México. Sua oferta permanente foi de 100 pesos (US $50) a quem ele jogasse, e 500 pesos (US $250) para quem o conseguisse vencer. O jornal mexicano Mexican Herald, não registrou ninguém que conseguir levar o seu dinheiro.
Durante o mês de setembro de 1909, um japonês chamado Nobu Taka, chegou na Cidade do México com o objetivo de impugnar Maeda. Para o Mexican Herald, Taka disse que aquela luta seria o "campeonato mundial de ju-jutsu". Depois de vários meses de provocações públicas, Taka e Maeda reuniram-se no Teatro Colón, onde aconteceria o duelo, em 16 de novembro de 1909, terminou com a vitória de Taka. Mas, houve uma revanche imediata, e quatro dias mais tarde, Maeda foi pronunciado o campeão.

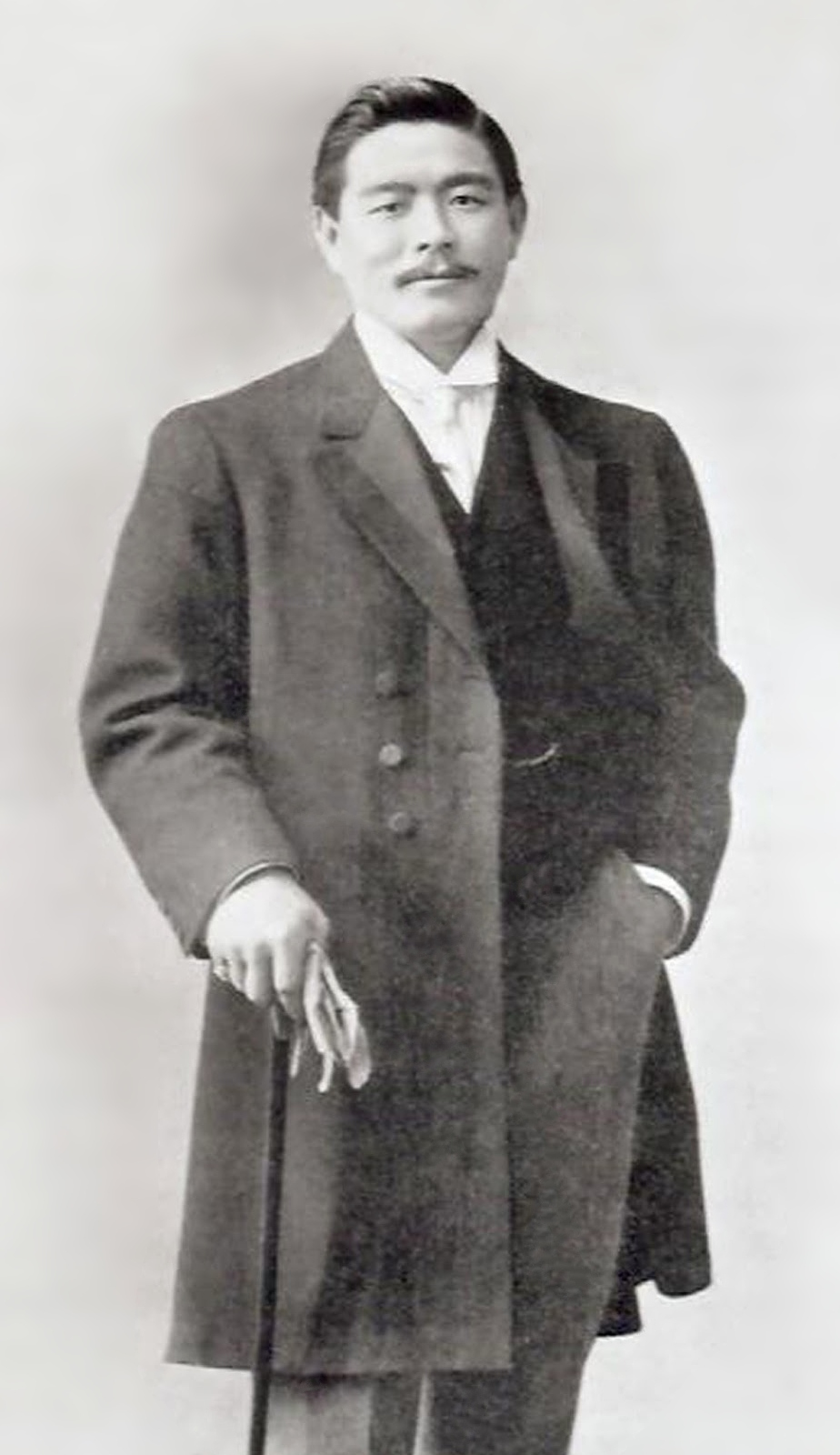
Maeda por volta de 1910.

Em janeiro de 1910, Maeda participou de um torneio na Cidade do México. Durante as semifinais, Maeda empatou com Hjalmar Lundin. Este é um resultado diferente daquele que Lundin lembrou em suas memórias de 1937. Em julho de 1910, Maeda retornou a Cuba, onde ele tentou organizar lutas contra Frank Gotch e Jack Johnson. Os americanos o ignoraram, já que Maeda não tinha dinheiro suficiente para desafiá-los e eles perderiam muito dinheiro se fossem derrotados por ele. Em 23 de agosto de 1910, Maeda lutou contra Jack Connell em Havana. O resultado foi um empate. Durante 1911, Maeda e Satake, em Cuba, foram, acompanhados por Akitaro Ono e Ito Tokugoro, tidos como "Os Quatro Reis de Cuba". Orgulhosos com a reputação que estavam trazendo para o judô e o Japão, seus feitos foram reconhecidos, e em 8 de janeiro de 1912, a Kodokan promoveu Maeda ao quinto dan de faixa preta. Houve alguma resistência a esta decisão porque havia no Japão aqueles, que não aprovavam seu envolvimento no wrestling profissional.
Em 1913, Ito Tokugoro permaneceu em Cuba, enquanto Maeda e Satake foram para El Salvador, Costa Rica, Honduras, Panamá, Colômbia, Equador e Peru. Em El Salvador, o presidente foi assassinado enquanto Maeda estava lá, e no Panamá, os americanos tentaram pagar-lhe para perder, em resposta, eles se deslocaram para o Sul. No Peru se reuniram a Laku, um japonês que ensinava ju-jutsu aos militares. Laku os convidou a participar das aulas. Eles foram, então, ao Chile conhecer o sensei Okura, e posteriormente a Argentina, onde encontraram Shimitsu. O grupo partiu da Argentina para o Brasil, onde chegariam em 14 de novembro de 1914.

### Brasil

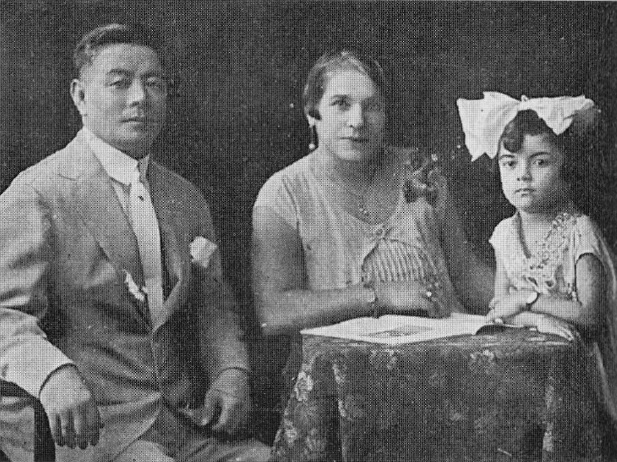
Maeda e sua família no Brasil.

De acordo com uma cópia do passaporte de Maeda fornecido por Gotta Tsutsumi, presidente da Associação Paramazônica Nipako de Belém, Maeda chegou ao Brasil pela cidade de Porto Alegre, estado do Rio Grande do Sul, em 14 de novembro de 1914, porém a história contada no sitio da CBJJ que foi na cidade de Santos São Paulo onde ele desembarcou primeiro ao chegar no Brasil(de acordo com publicação do jornal Correio Paulistano, Maeda realizou uma demonstração de Ju-jutsu no Teatro Variedades - Largo do Paissandu na cidade de Santos em 24 de Setembro de 1914). Foi na própria Porto Alegre que fizeram, então, sua primeira demonstração de judô. Depois disso, Maeda e seus companheiros se apresentaram ao longo do país: passando por Rio de Janeiro, São Paulo, Salvador, Recife, São Luiz, Belém. Em 18 de dezembro de 1915 em Manaus.
Em 20 de dezembro de 1915, chegaram a Manaus, onde se apresentaram no Theatro Politheama. Na ocasião da primeira apresentação em Manaus, o jornal da cidade "O Tempo", anunciou o evento, afirmando que "Conde Koma" iria mostrar as principais técnicas do "ju-jutsu" exceto aqueles proibidos. Maeda também demonstrou técnicas de auto-defesa. Depois disso, o grupo começou a aceitar desafios da multidão, e a pedido de todos, houve uma luta "sensacional" de "ju-jutsu" entre Shimitsu, campeão da Argentina, e Laku, militar peruano e professor.
Em 22 de dezembro de 1915, de acordo com o jornal "O Tempo", Maeda enfrentou Satake, numa "sensacional luta". No mesmo dia, Nagib Assef, um campeão australiano de origem turca de luta greco-romana, desafiou Maeda, que não quis lutar na ocasião. Em 24 de dezembro de 1915, Maeda derrotou em segundos o pugilista Barbadiano Adolpho Corbiniano, que se tornou um dos seus discípulos. Em 3 de janeiro de 1916, no Theatro Politheama, Maeda finalmente lutou contra Nagib Assef, que foi jogado por Conde Koma, para fora do palco. Em 8 de janeiro de 1916, Maeda, Okura e Shimitsu embarcaram no SS Antony, que partiu para Liverpool. Ito Tokugoro foi para Los Angeles. Satake e Laku ficaram em Manaus, onde ensinariam ju-jutsu. Após 15 anos juntos, Maeda e Satake haviam finalmente se separado. Desta última viagem, pouco se sabe. Maeda viajou da Inglaterra para Portugal, depois foi para Espanha e, em seguida, para França, voltando para o Brasil em 1917 sozinho. De volta ao Brasil, Maeda fixou-se em Belém do Pará, onde casou-se com May Iris. Depois adotou Celeste e Clívia, suas únicas filhas.
Maeda era popular no Brasil, e reconhecido como um grande lutador, mas ele lutou apenas esporadicamente após o seu retorno. Entre os ano de 1918-1919, Maeda aceitou um desafio do famoso capoeirista brasileiro conhecido como "Pé de Bola". Maeda, permitiu até que Pé de Bola usasse uma faca na luta. O capoeirista, tinha 190 centímetros de altura e pesava 100 kg. Mas, mesmo armado, Maeda venceu a luta facilmente usando o judô. Em 1921, Maeda fundou sua primeira academia judô no Brasil no Clube do Remo, bairro da cidade velha, e sua construção foi num galpão de 4m x 4m. Mais tarde, a escola foi transferida para a sede do Corpo de Bombeiros, e depois para a sede da Igreja de Nossa Senhora de Aparecida. Desde 1991, a Academia funcionou no SESI, foi dirigida pelo sensei Alfredo Mendes Coimbra, da terceira geração de descendentes do Conde Koma. Porém, partir de 2022, a Conde Koma Judo Club passou a funcionar no anexo da Igreja Batista Missionaria da Amazônia, Hoje presidida pelo sensei Raimundo Mendonça Coimbra, Filho de Alfredo Mendes Coimbra e representante da quarta geração de descendentes do Conde Koma.
Em 18 de setembro de 1921, Maeda, Satake, e Okura foram brevemente para Nova York. Eles estavam a bordo do navio a vapor Booth Line SS Polycarp. Todos os três homens foram listados em suas profissões como professores de "juitso". Depois de deixar Nova York, os três homens foram para o Caribe, onde permaneceram de setembro a dezembro de 1921. Em algum ponto nesta viagem, Maeda foi acompanhado por sua esposa. Em Havana, Satake e Maeda participaram de alguns torneios. Seus adversários incluíram Paul Alvarez, que lutou como "Español Icognito". Alvarez derrotou Satake e Yako Okura, antes de ser derrotado por Maeda. Maeda também derrotou um boxeador cubano chamado Jose Ibarra, e um lutador francês chamado Fournier.

### Outros Anos

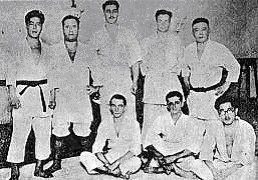
Primeiros alunos brasileiros de Maeda

Na década de 20 Maeda se envolveu na ajuda a imigrantes japoneses perto de Tomé-Açu, quando teve início o processo da imigração japonesa, participou ativamente do projeto servindo como intérprete e mediador do interesse japonês e do governo do estado. Em dezembro de 1928 quando foi fundada em Belém a Companhia Nipônica de Plantações do Brasil S/A, fez parte da sua diretoria assumindo o cargo de conselheiro fiscal. Que foi parte de uma grande extensão da Floresta Amazônica reservada para o estabelecimento de japoneses pelo governo brasileiro. No início as lavouras cultivadas pelos japoneses não eram populares entre os brasileiros, na época, a colônia de imigrantes japoneses foi vista pelos antinipônicos como estratégia do Império do Japão em utilizar seus imigrantes instalados em "verdadeiros latifúndios" para promover, no futuro, o domínio político e militar sobre o Brasil. Em maio de 1927, naturalizou-se como cidadão brasileiro. Maeda continuou também a ensinar o judô, principalmente para os filhos dos imigrantes japoneses. Consequentemente, em 1929, o Kodokan lhe promoveu ao sexto dan. E em 27 de novembro de 1941, ao sétimo dan (póstumo). Mas Maeda nunca soube desta promoção, porque faleceu em Belém, em 28 de novembro de 1941. A causa da morte foi doença renal, sendo sepultado no cemitério Santa Isabel.
Em maio de 1956, um memorial para Maeda foi erguido em Hirosaki, Japão. Cerimônia de inauguração contou com a presença de Risei Kano e Kaichiro Samura.

### Influência sobre a criação de jiu-jitsu brasileiro
Em 1917 Carlos Gracie, 14 anos, filho do empresário da borracha Gastão Gracie, assistiu a uma demonstração dada por Maeda, no Teatro da Paz, e decidiu aprender judo (conhecido na época como "kano jiu-jitsu"). Com apoio financeiro de Gastão, Maeda aceitou Carlos como estudante. Este passou, então, a ser um grande expoente da arte e, finalmente, com o seu irmão mais novo, Hélio Gracie, tornou-se o fundador do Gracie Jiu-jitsu, ou modernamente chamado de "Brazilian Jiu-jitsu" (BJJ) ou, "jiu-jitsu brasileiro". Entre estes alunos, estava também Luiz França, que mais tarde seria mestre de Oswaldo Fadda. Ambos seriam os responsáveis pelo surgimento de outro ramo do jiu-jitsu no Brasil.
Em 1921, Gastão Gracie mudou-se para o Rio de Janeiro com a família. Carlos, então com 17 anos, passou os ensinamentos recebidos de Maeda a seus irmãos: Osvaldo, Gastão e Jorge. Hélio era demasiado jovem e doente naquele momento para aprender a arte, e devido a uma imposição médica, foi proibido de tomar parte em sessões de treinamento. Apesar disso, Hélio aprendeu judô posteriormente, com seus irmãos, logo após ter superando seus problemas de saúde e hoje é considerado por muitos como o fundador do brazilian jiu-jitsu (embora outros, como Carlson Gracie, têm apontado Carlos como o fundador).
De acordo com o livro de Renzo Gracie, Mastering Jujitsu, Maeda ensinou não só a arte do Judô a Carlos Gracie, mas também ensinou uma filosofia acerca da natureza do combate, baseado em suas viagens competindo e treinando ao lado dos muitos lutadores, pugilistas, e outros praticantes de outras artes marciais que enfrentara. O livro mostra detalhes da teoria de Maeda, de que o combate físico poderia ser dividido em fases distintas. Assim, Maeda foi um lutador inteligente, que soube manter a luta, localizando a fase em que melhor adequasse suas próprias forças. O livro também declara, ainda, que esta teoria foi uma influência fundamental sobre as abordagens de combate do jiu-jitsu desenvolvido pelos Gracie.
Como os irmãos Gracie, Luiz França estabeleceu-se no Rio de Janeiro, onde passou a ensinar jiu-jitsu na zona norte da cidade. Em 1937, o então fuzileiro naval Oswaldo Fadda tornou-se seu aluno, recebendo a faixa preta em 1942 e abrindo sua academia no bairro de Bento Ribeiro oito anos depois. Em 1954, Fadda fez um desafio, propondo a realização de lutas entre seus alunos e os da família Gracie. Nesta ocasião, os alunos do mestre Oswaldo Fadda venceram a maiorias das lutas contra os alunos dos Gracie.